# Alexandr Ovchínnikov
Alexandr Ovchínnikov –en ruso, Александр Овчинников– es un deportista ruso que compite en piragüismo en la modalidad de eslalon. Ganó una medalla de bronce en el Campeonato Europeo de Piragüismo en Eslalon de 2015, en la prueba de C2 por equipos.

## Palmarés internacional
| Campeonato Europeo | Campeonato Europeo      | Campeonato Europeo | Campeonato Europeo |
| Año                | Lugar                   | Medalla            | Competición        |
| ------------------ | ----------------------- | ------------------ | ------------------ |
| 2015               | Markkleeberg (Alemania) | Medalla de bronce  | C2 por equipos     |